# مسجد الأبرار (بيروالا)

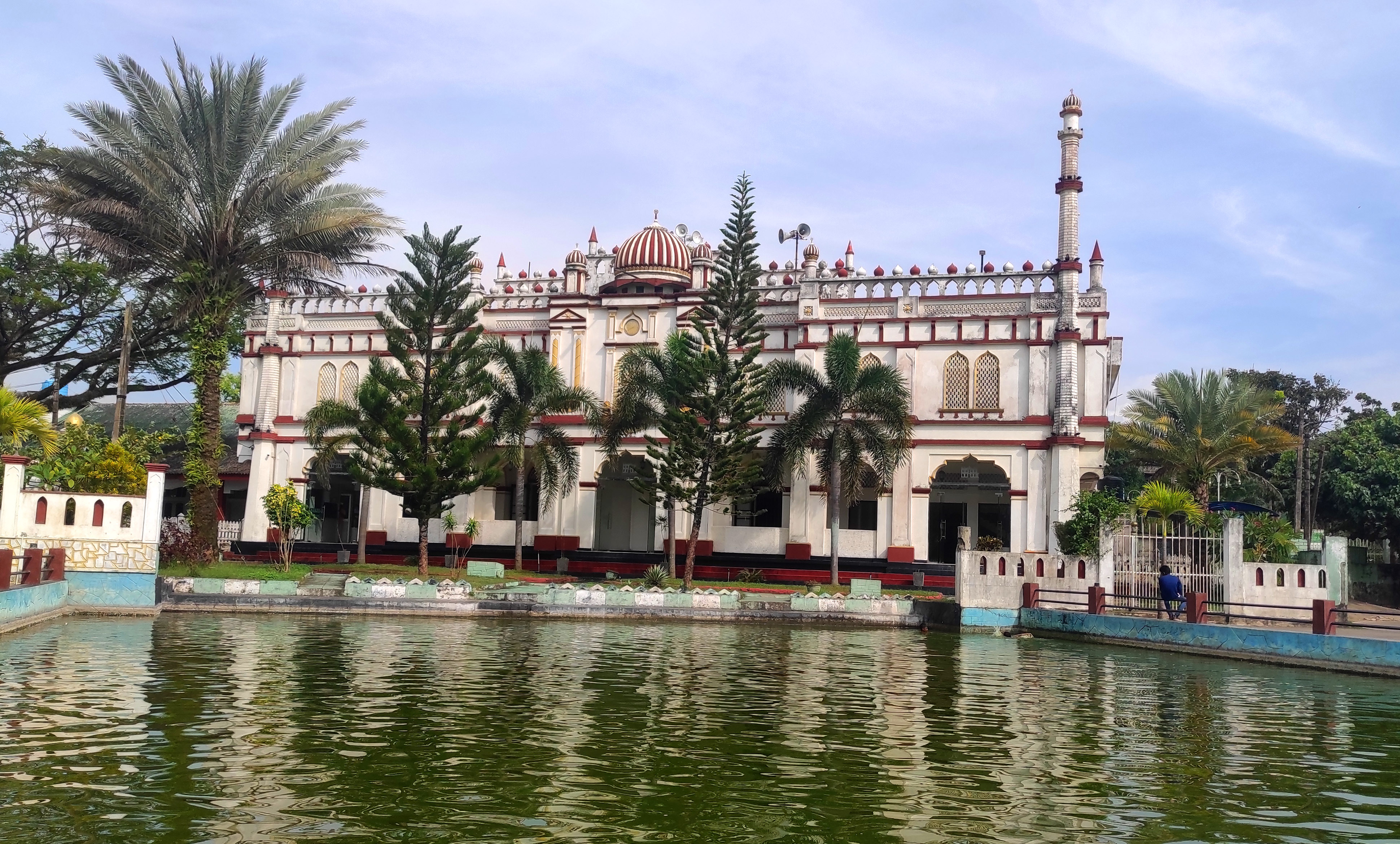
تعديل «مسجد الأبرار (بيروالا)

مسجد الأبرار هو مسجد يقع في بلدة بيروالا، سريلانكا، يعتقد بأنه أول وأقدم مسجد في البلاد.